# Fernando II de Aragón
Fernando II de Aragón, llamado el Católico (Sos, 10 de marzo de 1452-Madrigalejo, 23 de enero de 1516), fue rey de Aragón (1479-1516), de Castilla (como Fernando V, 1474-1504), de Sicilia (como Fernando II, 1468-1516), de Nápoles (como Fernando III, 1504-1516) y de Jerusalén (desde 1506), de Cerdeña (como Fernando II, 1479-1516) y de Navarra (como Fernando I, 1512-1515). Fue además regente de la Corona castellana entre 1507 y 1516, debido a la inhabilitación de su hija Juana I, tras la muerte de Felipe el Hermoso. Fernando y su esposa Isabel fueron los primeros monarcas de Castilla y Aragón en ser llamados «Reyes Católicos» y «Reyes de España».

## Biografía

### Primeros años de vida
Hijo de Juan II el Grande y de su segunda esposa Juana Enríquez, nació por deseo de su madre en territorio aragonés, ya que ella se encontraba en Navarra el 26 de octubre de 1451 (en las disputas de sucesión entre su hijastro Carlos y su esposo Juan II) y se desplazó hasta el caserón de la familia Sada, en la villa de Sos, junto a la frontera.
Con solo seis años de edad recibió de su padre Juan II el título de duque de Montblanch y conde de Ribagorza con el señorío de la ciudad de Balaguer, el 25 de julio de 1458.

### Heredero de la Corona de Aragón y matrimonio con Isabel de Castilla

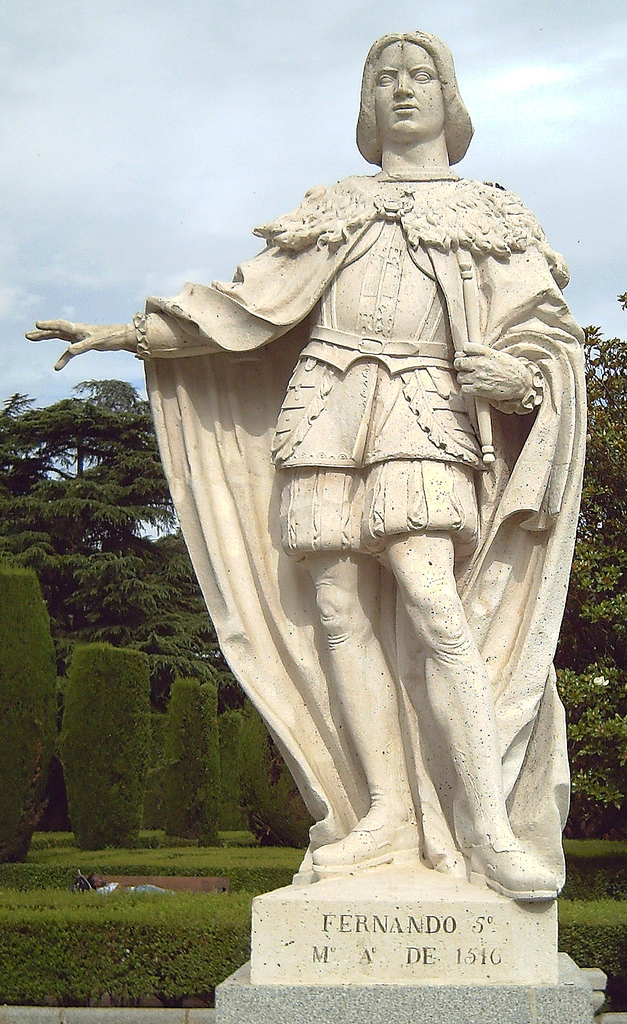
Estatua de Fernando II de Aragón y V de Castilla, el Católico (1452-1516), en los Jardines de Sabatini, en Madrid (España). Esculpida en piedra blanca por Juan de León entre 1750 y 1753.

Reconocido heredero de la Corona aragonesa a la muerte de su medio hermano Carlos, príncipe de Viana (1461), fue coronado como rey heredero de Aragón en Calatayud; fue nombrado lugarteniente general de Cataluña (1462) y, en 1468, rey de Sicilia. Durante la guerra civil catalana (1462-1472), en la que tomó parte activa, se familiarizó con la administración del Estado a instancias de su padre.

Documento firmado por los Reyes Católicos

Al morir su primo segundo, el infante Alfonso de Castilla (1468), y ser reconocida como heredera de Castilla por la mayor parte de la nobleza la hermana de este, la infanta Isabel, medio hermana de Enrique IV de Castilla, su padre Juan II puso su empeño en conseguir el matrimonio de Fernando con la princesa castellana que se produjo en octubre de 1469 en el Palacio de los Vivero de Valladolid. Sin embargo, a la muerte de Enrique IV (1474) empezó una guerra civil entre los partidarios de Isabel y los de la hija de Enrique, Juana de Trastámara, apodada la Beltraneja, apoyada por el rey de Portugal, Alfonso V el Africano, que pretendía casarse con ella, uniendo las coronas de Castilla y Portugal. En este contexto de duplicidad monárquica, Fernando de Aragón será ordenado caballero de la Orden del Toisón de Oro por el duque Carlos el Temerario en 1473, celebrándose la ceremonia de investidura el 24 de mayo de 1474 en la iglesia de Santa María de la Asunción de Dueñas (Palencia) por el señor de Bièvres (Picardía), Jean de Rubempré.
Fernando, tras arduas discusiones con la recelosa nobleza castellana, consiguió ser proclamado corregente de Castilla con los mismos derechos que Isabel mediante la Concordia de Segovia (1475). Fernando participó activamente en la dirección militar de esta guerra, a cuyo resultado contribuyó de una manera definitiva, sobre todo en la indecisa batalla de Toro (1476), convertida en victoria estratégica por el genio político de Fernando, y en la sumisión de ciudades rebeldes. De 1476 a 1477 fue administrador de la Orden de Santiago.

### Rey de Aragón y Castilla

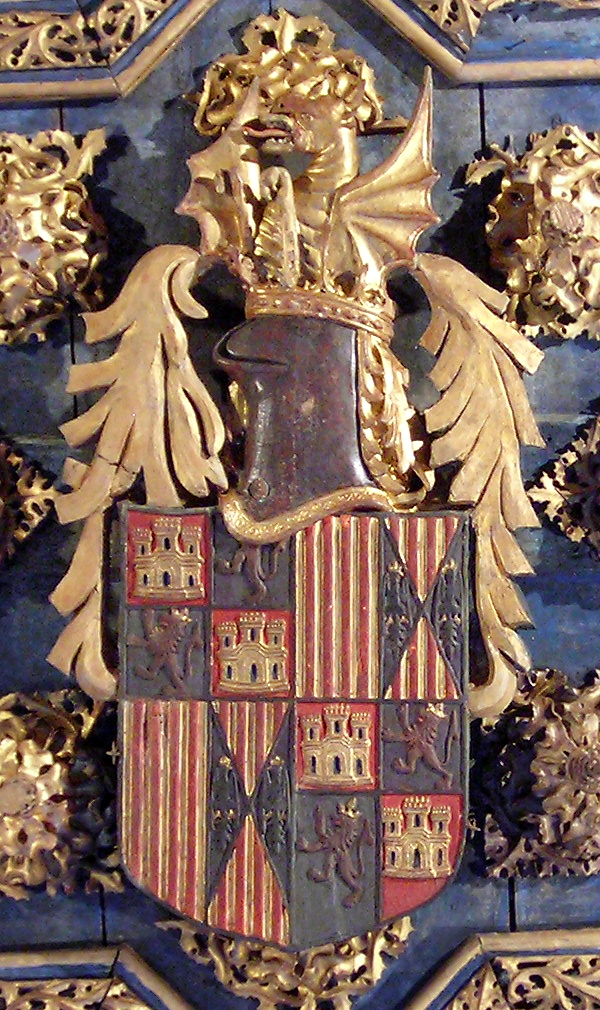
Armas de Fernando II de Aragón y V de Castilla en el Palacio de los Reyes Católicos de La Aljafería (1488-1492). Se trata de un escudo cuartelado con las armas de Castilla, León, Aragón y Sicilia timbrado con la cimera del dragón, adoptada por Pedro IV el Ceremonioso y posteriormente usada como símbolo de dignidad del rey de Aragón.

La guerra terminó con la derrota de Juana. Por el Tratado de Alcáçovas (1479), Juana renunció al trono en favor de Isabel y se recluyó en un convento de Coímbra, convirtiéndose Isabel I en reina indiscutida de Castilla. Ese mismo año, (20 de enero de 1479) Fernando sucedió a su padre como rey de Aragón. Pero fue en el año 1475 cuando puede fijarse la unión de ambas coronas según los términos de la Concordia de Segovia, un tratado firmado el 15 de enero de 1475 en el Alcázar de Segovia, por los cuales Fernando fue nombrado rey de Castilla como Fernando V, reinando junto con su mujer la reina Isabel I, uniendo así ambas coronas. Y aún más importante serán las Cortes de Toledo de 1480, donde en su ley 111 se dice: «Pues por la gracia de Dios los nuestros Reynos de Castilla y de León y de Aragón son unidos, y tenemos esperanza que por su piedad de aquí en adelante estarán unidos, y permanecerán en una corona Real: E así es razón que todos los naturales de ellos traten y comuniquen en sus tratos y facimientos».
Sin embargo, la reina Isabel I de Castilla no pudo ser nombrada de iure reina de Aragón, ya que al existir un varón legítimo (su esposo), ese sería el rey y por tanto Isabel sería reina consorte. Es antihistórico hablar de una ley sálica como la francesa en la Corona de Aragón, absolutamente inexistente en Código legal alguno en cualesquiera de los territorios de la Corona. El sistema de nombramiento era consuetudinario, entronando al varón legítimo de mayor edad, y el documento esencial era el testamento del rey. En cambio existía el llamado jure uxoris por el cual el varón consorte de la reina se convertía en rey por el imprescindible hecho del mando militar. Tampoco existió ley sálica en Castilla y León, como lo prueban Urraca y Berenguela.
Tras dictar las primeras medidas de ordenamiento interno de sus reinos (a partir de 1480 extendió la figura del corregidor; en 1481 se crea la Inquisición en Castilla; se sanciona a los nobles rebeldes y se reorganiza la hacienda real), los reyes emprendieron en 1481 la conquista del Reino nazarí de Granada. A través de las dificultades de esta guerra (1481-1492), fundamentalmente de asedio, el rey Fernando fue revelando sus dotes diplomáticas y militares. La guerra terminó con la capitulación de Granada el 2 de enero de 1492. La conquista del último reducto musulmán en la península otorgó a los reyes un prestigio que ayudó a consolidar la autoridad real. En los reinos de la Corona de Aragón, Fernando no modificó el sistema político tradicional (que dificultaba la concentración de poder en manos del rey), y puso fin en sus Estados al problema de los remensas catalanes mediante la abolición de los malos usos y la consolidación de los contratos de enfiteusis (sentencia arbitral de Guadalupe, 1486). Introdujo en Castilla las instituciones aragonesas de los consulados (como el Consulado del Mar, de Burgos) y los gremios, favoreciendo de este modo el desarrollo económico castellano, especialmente el comercio de la lana.
En el aspecto religioso, creó la Inquisición Española en 1478 (no directamente heredera de la que existió en la Corona de Aragón desde 1249), decretó la expulsión de los judíos el 3 de marzo de 1492 (salvo bautismo) y la Pragmática de 14 de febrero de 1502 que ordenaba la conversión o expulsión de todos los musulmanes del reino de Granada. Esta Pragmática supuso un quebrantamiento de los compromisos firmados por los Reyes Católicos con el rey Boabdil en las Capitulaciones para la entrega de Granada, en las que los vencedores garantizaban a los musulmanes granadinos la preservación de su lengua, religión y costumbres.

### En Italia

Armas adoptadas por Fernando II de Aragón como rey de Nápoles en 1504 y que fueron usadas hasta 1512, cuando se incorporó el blasón de Navarra. En el segundo cuartel puede observarse, junto a las Barras de Aragón, el escudo del reino de Nápoles formado por los blasones de los reinos de Jerusalén y de Hungría.

A partir de 1492, tras sufrir un intento de asesinato en Barcelona, Fernando centró su actividad en la tradicional expansión aragonesa hacia Oriente, a través del Mar Mediterráneo, principalmente hacia Italia y el norte de África. Mediante el tratado de Barcelona (1493), recuperó el Rosellón y la Cerdaña (ocupados desde 1463 por Francia). En Italia, para oponerse al intento francés de anexionarse el Reino de Nápoles, organiza la Liga Santa (1495), su primer gran éxito diplomático internacional. Los éxitos en las campañas militares (en las que el ejército del rey era dirigido por Gonzalo Fernández de Córdoba, el Gran Capitán) y la astucia del rey permitieron expulsar a la dinastía reinante del Reino de Nápoles y, en 1504, a los franceses, con lo que Nápoles se sumó a las posesiones de la Corona de Aragón. El papa Alejandro VI, que a pesar de ser originario del Reino de Valencia en los territorios de la Corona de Aragón, no tenía buenas relaciones con él porque temía que en sus afanes territoriales quisiera incluir parte de los estados pontificios, les concedió el título de Reyes Católicos a Fernando y a su mujer, la reina Isabel I de Castilla mediante la bula papal Si convenit del 19 de diciembre de 1496.
Otro de sus frentes diplomáticos contra Francia reposó en una sabia política de alianzas matrimoniales, mediante la cual los reyes establecieron alianzas con otros países europeos (matrimonio de sus hijas Isabel y, a la muerte de esta, María, con el rey Manuel I de Portugal; de Juan, con Margarita de Austria; de Juana con Felipe el Hermoso, y de Catalina con Arturo, príncipe de Gales y, tras la temprana muerte de este, con su hermano, el futuro Enrique VIII de Inglaterra), aislando a Francia, a la cual hizo fracasar reiteradamente en sus intervenciones en Italia.

### Expansionismo y sucesión
En el norte de África, se mostró contrario a ocupaciones a gran escala y restringió sus acciones a la ocupación de algunas plazas litorales del Mediterráneo, como por ejemplo Orán (Véase Toma de Orán). Mientras todo esto ocurría en Europa, el descubrimiento de América y la rápida ocupación y explotación de las tierras americanas iban fortaleciendo la posición internacional de los Reyes Católicos.
A la muerte de Isabel (1504), Fernando proclamó reina de Castilla a su hija y tomó las riendas de la gobernación del reino acogiéndose a la última voluntad de Isabel la Católica. Pero el marido de Juana, el archiduque Felipe no estaba por la labor de renunciar al poder y en la concordia de Salamanca (noviembre de 1505) se acordó el gobierno conjunto de Felipe y la propia Juana, como reyes, actuando Fernando como gobernador. Previamente, Fernando había neutralizado el apoyo francés a su yerno Felipe por el Tratado de Blois, y se había casado con su sobrina nieta Germana de Foix, sobrina del rey Luis XII.
El 19 de octubre de 1505, a los 18 años de edad, Germana se casó por poderes con Fernando II de Aragón, de 53 años, viudo de Isabel la Católica desde hacía casi un año, celebrándose las velaciones de dicho matrimonio en la localidad palentina de Dueñas el 18 de marzo de 1506, en el palacio de los condes de Buendía, propiedad de su primo Juan de Acuña, III conde de Buendía. En los pactos, el rey de Francia cedió a su sobrina los derechos dinásticos del reino de Nápoles y concedió a Fernando el título de rey de Jerusalén, derechos que retornarían a Francia en caso de que el matrimonio no tuviese descendencia. A cambio, el rey Católico se comprometió a nombrar heredero al posible hijo del matrimonio. El matrimonio levantó las iras de los nobles de Castilla, ya que lo vieron como una maniobra de Fernando el Católico para impedir que Felipe el Hermoso y Juana I heredasen la Corona de Aragón. Con ella tuvo, en 1509, otro hijo, Juan, que de no haber muerto a las pocas horas de nacer, se habría convertido en rey de Aragón.
En 1506, llegó el matrimonio de Juana y Felipe a la península y pronto se manifestaron las malas relaciones entre el yerno (apoyado por la nobleza castellana, que formaron el grupo felipista) y el suegro (apoyado por los representantes de las ciudades, que formaron el grupo aragonés) de modo que por la Concordia de Villafáfila (1506), Fernando se retiró a Aragón y Felipe fue proclamado rey de Castilla en las Cortes de Valladolid, con el nombre de Felipe I. Pero el 25 de septiembre de ese año muere Felipe I el Hermoso, y ante la incapacidad de la reina Juana, el cardenal Cisneros tomó temporalmente la responsabilidad del poder como Presidente del Consejo de Regencia de Castilla hasta la vuelta de Fernando. Cuando este regresó, encerró a su hija de por vida en Tordesillas y gobernó como regente en Castilla, aunque no obstante, se centró en las cuestiones de Italia (tomando parte en la Liga de Cambrai contra Venecia en 1511) y dejó el gobierno de Castilla al cardenal Cisneros (Concordia de Burgos de 1507).

### Navarra

Escudo posterior a 1512 tras la incorporación de Navarra. Originalmente Fernando el Católico había previsto agregar Navarra a la Corona de Aragón y ello explica que el emblema navarro figure partido con los palos de Aragón.

Como hijo de Juan II intervino de forma activa en la guerra civil de Navarra, con la introducción de tropas castellanas en el interior del Reino de Navarra, hasta que en 1512 y en apoyo del bando beamontés realizó de forma abierta la definitiva incorporación o conquista de Navarra con tropas vascas, aragonesas y castellanas, al mando de su primo carnal el II duque de Alba de Tormes, Fadrique Álvarez de Toledo y Enríquez y tropas navarras Beaumontesas al mando de Luis III de Beaumont. Para controlar el reino y dentro de las medidas diplomáticas, se reunieron las Cortes de Navarra el 23 de marzo de 1513, en una asamblea a la que solo acudieron beamonteses, para que le dieran su apoyo, que consiguió, tras prometer respetar todos los derechos del Reino. Tras ello, los procuradores le juraron obediencia como «Católico rey don Fernando, rey de Navarra nuestro señor de aquí en adelante...».
El 11 de junio de 1515, las Cortes castellanas reunidas en Burgos, sin presencia de navarros, aceptaron que cuando muriese Fernando II el Católico se incorporase el Reino de Navarra a los reinos de su hija Juana I, entonces reina de Castilla, lo que les fue propuesto por el propio rey Fernando. No obstante, la guerra para controlar el reino se prolongaría hasta 1524, reinando su nieto, Carlos I.

### Testamento y muerte
En su legado, consignó todas sus posesiones a favor de su hija, y en el puesto de ella debía asumir el gobierno y la regencia de los reinos de Castilla y Aragón, su nieto Carlos de Gante, futuro Carlos I y, hasta su llegada, nombró a su hijo natural Alonso de Aragón regente de los reinos de la Corona de Aragón y al Cardenal Cisneros, regente de Castilla. Murió el 23 de enero de 1516 en Madrigalejo (provincia de Cáceres), cuando iba a asistir al capítulo de las órdenes de Calatrava y Alcántara en el monasterio de Guadalupe.
Aquejado de hidropesía durante un retiro en la villa de Aranda de Duero, otorgó testamento en 26 de abril de 1515; aunque más tarde redactaría otro la víspera de su muerte en Madrigalejo; en él dejó herencias a determinados sirvientes, a su esposa Germana de Foix, a su hijo natural Alfonso de Aragón y a su nieto Fernando. Expresó asimismo su voluntad de ser enterrado en la Capilla Real de Granada, junto a su primera esposa, Isabel de Castilla.
Su muerte pudiera haber sido originada por haber hecho abuso de cantárida, que en aquellos tiempos se utilizaba como un afrodisiaco, en un intento por lograr un heredero varón con su esposa Germana de Foix.

## Matrimonios y descendencia
Su padre negoció en secreto el matrimonio de Fernando con Isabel, recién proclamada princesa de Asturias y, por tanto, heredera al trono de Castilla y León. Las conversaciones fueron secretas debido a que Fernando estaba prometido con la hija de Juan Pacheco, favorito del rey castellano Enrique IV.[cita requerida] Isabel quería este matrimonio, pero había un problema canónico: los contrayentes eran primos (sus abuelos eran hermanos). Necesitaban, por tanto, una bula papal que autorizara los esponsales. El papa Paulo II, sin embargo, no llegó a firmar este documento, temeroso de las posibles consecuencias negativas que ese acto podría traerle (al atraerse las antipatías de los reinos de Castilla, Portugal y Francia, interesados todos ellos en desposar a la princesa Isabel con otro pretendiente).
Sin embargo, el Papa era proclive a esta unión conyugal, por los beneficios que le podía traer el estar a bien con la princesa Isabel.[cita requerida] Por ese motivo, ordenó al cardenal Rodrigo de Borja dirigirse a España como legado papal para facilitar este enlace.
Fernando, Isabel y sus consejeros dudaban en contraer matrimonio sin contar con la autorización papal. Finalmente, con la connivencia del cardenal Borja, presentaron una bula falsa, supuestamente emitida en junio de 1464 por el anterior papa, Pío II, a favor de Fernando, en la que se le permitía contraer matrimonio con cualquier princesa con la que le uniera un lazo de consanguinidad de hasta tercer grado.
Isabel aceptó y se firmaron las capitulaciones matrimoniales de Cervera, el 5 de marzo de 1469. Ante el temor de que Enrique IV abortara estos planes, en el mes de mayo de 1469 y con la excusa de visitar la tumba de su hermano Alfonso, que reposaba en Ávila, Isabel escapó de Ocaña, donde era custodiada estrechamente por don Juan Pacheco. Por su parte, Fernando atravesó Castilla en secreto, disfrazado de mozo de mula de unos comerciantes.

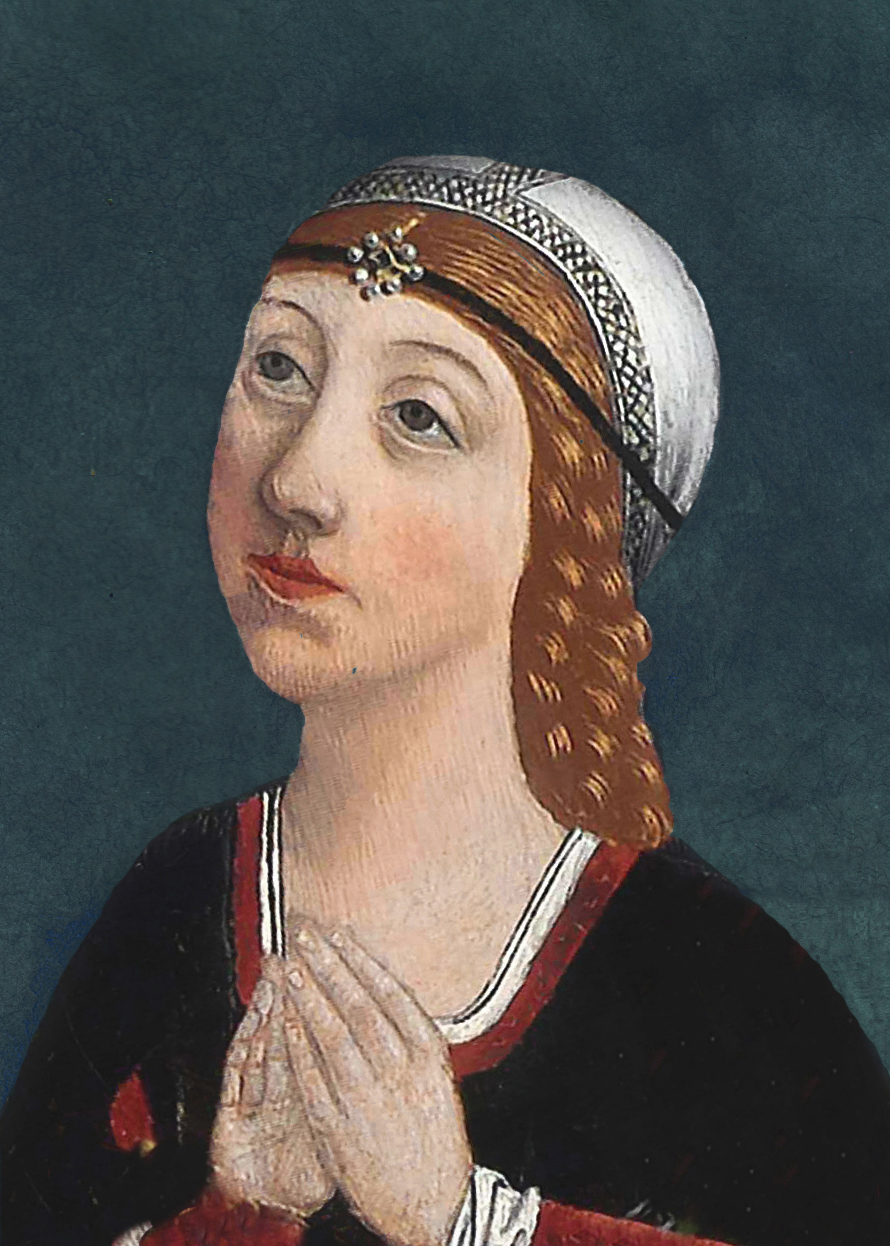
Isabel de Aragón, primogénita de los Reyes Católicos y reina de Portugal.

Finalmente el 19 de octubre de 1469, Isabel contrajo matrimonio en el palacio de los Vivero de Valladolid con Fernando, rey de Sicilia y príncipe de Gerona. Esto le valió el enfrentamiento con su hermanastro, que llegó a paralizar la bula papal de dispensa por parentesco entre Isabel y Fernando. Finalmente, el 1 de diciembre de 1471, Sixto IV emitió la bula que dispensaba al matrimonio de sus lazos de consanguinidad.
Casado el 19 de octubre de 1469, con Isabel tuvo siete hijos documentados:
- Isabel (1 o 2 de octubre de 1470-1498), princesa de Asturias (1476-1480; 1498), contrajo matrimonio con el infante Alfonso, pero a su muerte se casó en 1497 con el tío del fallecido, Manuel, que fue rey de Portugal con el nombre de Manuel I, el Afortunado. Fue reina de Portugal entre 1497 y 1498, y murió en el parto de su primer hijo Miguel de Paz.
- Aborto de un niño (31 de mayo de 1475), acaecido en la localidad de Cebreros.
- Juan (30 de junio de 1478-1497), príncipe de Asturias (1480-1497). En 1497, contrajo matrimonio con Margarita de Austria (hija del emperador germánico Maximiliano I de Habsburgo); murió de tuberculosis poco después. Tuvo una hija póstuma que nació muerta. Margarita se fue de España y se encargó por un tiempo de su sobrino Carlos, futuro emperador Carlos V.
- Juana I de Castilla (6 de noviembre de 1479-1555), princesa de Asturias (1502-1504), reina de Castilla (1504-1555),  popularmente conocida como Juana la Loca. En 1496 contrajo matrimonio con Felipe el Hermoso de Habsburgo (también hijo del emperador Maximiliano I). Con él entró una nueva dinastía en España, la de los Habsburgo, que formaban la Casa de Austria. Su primogénita fue Leonor de Austria (1498-1558). En 1500 Juana fue por segunda vez madre, esta vez de su primer hijo varón, el futuro Carlos I, quien la sucedería y sería también emperador del Sacro Imperio Romano Germánico como Carlos V. En 1503, dio a luz a Fernando, sucesor de Carlos en el Sacro Imperio como Fernando I, y restauró la rama austríaca imperial de la Casa de los Austrias. Mentalmente afectada por la muerte de su marido, fue recluida por su padre Fernando en Tordesillas, donde murió.
- María (29 de junio de 1482-1517), contrajo matrimonio en 1500 con el viudo de su hermana Isabel, Manuel I de Portugal, el Afortunado. Fue madre de diez hijos, entre ellos: Juan III, Enrique I de Portugal y la emperatriz Isabel, esposa de Carlos V.
- Bebé mortinato (29 de junio de 1482), gemelo o mellizo de María; las fuentes no son unánimes con respecto a su sexo.[24][25][26]
- Catalina (16 de diciembre de 1485-1536), contrajo matrimonio con el príncipe Arturo de Gales en 1501, que murió pocos meses después de la boda. En 1509 se desposó con el hermano de su difunto marido, que sería Enrique VIII. Por lo tanto se convirtió en reina de Inglaterra; fue madre de la reina María I de Inglaterra, María Tudor.

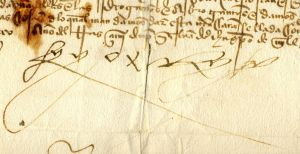
Firma de Fernando II de Aragón.

Con su segunda esposa Germana de Foix, sobrina de Luis XII de Francia, casado el 19 de octubre de 1505 en Dueñas (II Tratado de Blois):
- Juan de Aragón y Foix (3 de mayo de 1509 - murió unas horas después de nacer).

Con Aldonza Ruiz de Ivorra, noble catalana de Cervera, tuvo un hijo natural:
- Alonso (o Alfonso) (1470-1520) Prelado español, abad del Monasterio de Montearagón desde 1492 a 1520, arzobispo de Zaragoza y Valencia y virrey de Aragón.[27]

Con Juana Nicolás, una plebeya con la que tuvo un fugaz encuentro en la villa de Tárrega, tuvo una hija natural:
- Juana María de Aragón (1471-1510),[28][29] segunda esposa de Bernardino Fernández de Velasco, III conde de Haro y VII condestable de Castilla. Fueron padres de Juliana Ángela de Velasco y Aragón, I condesa de Castilnovo, casada con su primo hermano, Pedro Fernández de Velasco y Tovar, conde de Haro.[30] Juana María aparece referenciada, en varias fuentes no históricas, como posible hija de Aldonza Ruiz de Ivorra, probablemente en un intento de ennoblecer su ascendencia, dado el origen plebeyo de su madre. Sin embargo, en el testamento que Fernando redactó en Tordesillas, en julio de 1475, queda muy clara la distinta maternidad de Juana y Alonso, puesto que encargaría a su padre, a su esposa y a su hija Isabel el cuidado de dichos hijos ilegítimos y de sus respectivas madres.[31]

Con Toda de Larrea, noble vizcaína:
- María Esperanza (1477-1553), abadesa de Nuestra Señora de Gracia el Real de Madrigal (Ávila).

Con Juana Pereira, una noble portuguesa:
- María Blanca (1483-1550), abadesa de Nuestra Señora de Gracia el Real de Madrigal, donde profesó y también fue abadesa su hermana María.[32]

Tras la muerte de su hijo Juan y la de Isabel la Católica, los nobles de Aragón le presionaron a que tuviera un hijo varón (ley sálica), lo que hizo que se tuviera que casar con Germana de Foix, sobrina de Luis XII de Francia. A esta le dijo que si no llegaban a tener un heredero varón, el tan ansiado Nápoles sería para él (Luis XII).[cita requerida]

## Ancestros
| \| \| \| \| \| \| \| \| \| \| \| \| \| \| \| \| \| \| \| \| 16. Enrique II de Castilla \| \| \| \| \| \| \| \| \| \| \| \| \| \| \| \| \| \| \| \| \| \| \| \| \| \| \| \| \| \| \| \| \| \| \| \| \| \| \| \| \| \| \| \| \| \| \| \| \| \| \| \| \| \| 8. Juan I de Castilla \| \| \| \| \| \| \| \| \| \| \| \| \| \| \| \| \| \| \| \| \| \| \| \| \| \| \| \| \| \| \| \| \| \| \| \| \| \| \| \| \| \| \| \| \| \| \| \| \| \| \| \| \| \| 17. Juana Manuel de Villena \| \| \| \| \| \| \| \| \| \| \| \| \| \| \| \| \| \| \| \| \| \| \| \| \| \| \| \| \| \| \| \| \| \| \| \| \| \| \| \| \| \| \| \| \| \| \| \| \| \| \| \| \| \| 4. Fernando I de Aragón \| \| \| \| \| \| \| \| \| \| \| \| \| \| \| \| \| \| \| \| \| \| \| \| \| \| \| \| \| \| \| \| \| \| \| \| \| \| \| \| \| \| \| \| \| \| \| \| \| \| \| \| \| \| 18. Pedro IV de Aragón \| \| \| \| \| \| \| \| \| \| \| \| \| \| \| \| \| \| \| \| \| \| \| \| \| \| \| \| \| \| \| \| \| \| \| \| \| \| \| \| \| \| \| \| \| \| \| \| \| \| \| \| \| \| 9. Leonor de Aragón \| \| \| \| \| \| \| \| \| \| \| \| \| \| \| \| \| \| \| \| \| \| \| \| \| \| \| \| \| \| \| \| \| \| \| \| \| \| \| \| \| \| \| \| \| \| \| \| \| \| \| \| \| \| 19. Leonor de Sicilia \| \| \| \| \| \| \| \| \| \| \| \| \| \| \| \| \| \| \| \| \| \| \| \| \| \| \| \| \| \| \| \| \| \| \| \| \| \| \| \| \| \| \| \| \| \| \| \| \| \| \| \| \| \| 2. Juan II de Aragón \| \| \| \| \| \| \| \| \| \| \| \| \| \| \| \| \| \| \| \| \| \| \| \| \| \| \| \| \| \| \| \| \| \| \| \| \| \| \| \| \| \| \| \| \| \| \| \| \| \| \| \| \| \| 20. Alfonso XI de Castilla \| \| \| \| \| \| \| \| \| \| \| \| \| \| \| \| \| \| \| \| \| \| \| \| \| \| \| \| \| \| \| \| \| \| \| \| \| \| \| \| \| \| \| \| \| \| \| \| \| \| \| \| \| \| 10. Sancho de Castilla \| \| \| \| \| \| \| \| \| \| \| \| \| \| \| \| \| \| \| \| \| \| \| \| \| \| \| \| \| \| \| \| \| \| \| \| \| \| \| \| \| \| \| \| \| \| \| \| \| \| \| \| \| \| 21. Leonor de Guzmán \| \| \| \| \| \| \| \| \| \| \| \| \| \| \| \| \| \| \| \| \| \| \| \| \| \| \| \| \| \| \| \| \| \| \| \| \| \| \| \| \| \| \| \| \| \| \| \| \| \| \| \| \| \| 5. Leonor de Alburquerque \| \| \| \| \| \| \| \| \| \| \| \| \| \| \| \| \| \| \| \| \| \| \| \| \| \| \| \| \| \| \| \| \| \| \| \| \| \| \| \| \| \| \| \| \| \| \| \| \| \| \| \| \| \| 22. Pedro I de Portugal \| \| \| \| \| \| \| \| \| \| \| \| \| \| \| \| \| \| \| \| \| \| \| \| \| \| \| \| \| \| \| \| \| \| \| \| \| \| \| \| \| \| \| \| \| \| \| \| \| \| \| \| \| \| 11. Beatriz de Portugal \| \| \| \| \| \| \| \| \| \| \| \| \| \| \| \| \| \| \| \| \| \| \| \| \| \| \| \| \| \| \| \| \| \| \| \| \| \| \| \| \| \| \| \| \| \| \| \| \| \| \| \| \| \| 23. Inés de Castro \| \| \| \| \| \| \| \| \| \| \| \| \| \| \| \| \| \| \| \| \| \| \| \| \| \| \| \| \| \| \| \| \| \| \| \| \| \| \| \| \| \| \| \| \| \| \| \| \| \| \| \| \| \| 1. Fernando II de Aragón \| \| \| \| \| \| \| \| \| \| \| \| \| \| \| \| \| \| \| \| \| \| \| \| \| \| \| \| \| \| \| \| \| \| \| \| \| \| \| \| \| \| \| \| \| \| \| \| \| \| \| \| \| \| 24. Fadrique Alfonso de Castilla \| \| \| \| \| \| \| \| \| \| \| \| \| \| \| \| \| \| \| \| \| \| \| \| \| \| \| \| \| \| \| \| \| \| \| \| \| \| \| \| \| \| \| \| \| \| \| \| \| \| \| \| \| \| 12. Alfonso Enríquez de Castilla \| \| \| \| \| \| \| \| \| \| \| \| \| \| \| \| \| \| \| \| \| \| \| \| \| \| \| \| \| \| \| \| \| \| \| \| \| \| \| \| \| \| \| \| \| \| \| \| \| \| \| \| \| \| 25. Paloma (supuesto, su nombre real es desconocido)[33] \| \| \| \| \| \| \| \| \| \| \| \| \| \| \| \| \| \| \| \| \| \| \| \| \| \| \| \| \| \| \| \| \| \| \| \| \| \| \| \| \| \| \| \| \| \| \| \| \| \| \| \| \| \| 6. Fadrique Enríquez \| \| \| \| \| \| \| \| \| \| \| \| \| \| \| \| \| \| \| \| \| \| \| \| \| \| \| \| \| \| \| \| \| \| \| \| \| \| \| \| \| \| \| \| \| \| \| \| \| \| \| \| \| \| 26. Pedro González de Mendoza \| \| \| \| \| \| \| \| \| \| \| \| \| \| \| \| \| \| \| \| \| \| \| \| \| \| \| \| \| \| \| \| \| \| \| \| \| \| \| \| \| \| \| \| \| \| \| \| \| \| \| \| \| \| 13. Juana de Mendoza \| \| \| \| \| \| \| \| \| \| \| \| \| \| \| \| \| \| \| \| \| \| \| \| \| \| \| \| \| \| \| \| \| \| \| \| \| \| \| \| \| \| \| \| \| \| \| \| \| \| \| \| \| \| 27. Aldonza Fernández de Ayala \| \| \| \| \| \| \| \| \| \| \| \| \| \| \| \| \| \| \| \| \| \| \| \| \| \| \| \| \| \| \| \| \| \| \| \| \| \| \| \| \| \| \| \| \| \| \| \| \| \| \| \| \| \| 3. Juana Enríquez \| \| \| \| \| \| \| \| \| \| \| \| \| \| \| \| \| \| \| \| \| \| \| \| \| \| \| \| \| \| \| \| \| \| \| \| \| \| \| \| \| \| \| \| \| \| \| \| \| \| \| \| \| \| 28. Gonzalo Fernández de Córdoba y Biedma \| \| \| \| \| \| \| \| \| \| \| \| \| \| \| \| \| \| \| \| \| \| \| \| \| \| \| \| \| \| \| \| \| \| \| \| \| \| \| \| \| \| \| \| \| \| \| \| \| \| \| \| \| \| 14. Diego Fernández de Córdoba \| \| \| \| \| \| \| \| \| \| \| \| \| \| \| \| \| \| \| \| \| \| \| \| \| \| \| \| \| \| \| \| \| \| \| \| \| \| \| \| \| \| \| \| \| \| \| \| \| \| \| \| \| \| 29. María García Carrillo \| \| \| \| \| \| \| \| \| \| \| \| \| \| \| \| \| \| \| \| \| \| \| \| \| \| \| \| \| \| \| \| \| \| \| \| \| \| \| \| \| \| \| \| \| \| \| \| \| \| \| \| \| \| 7. Marina Fernández de Córdoba \| \| \| \| \| \| \| \| \| \| \| \| \| \| \| \| \| \| \| \| \| \| \| \| \| \| \| \| \| \| \| \| \| \| \| \| \| \| \| \| \| \| \| \| \| \| \| \| \| \| \| \| \| \| 30. Pedro Suárez de Toledo \| \| \| \| \| \| \| \| \| \| \| \| \| \| \| \| \| \| \| \| \| \| \| \| \| \| \| \| \| \| \| \| \| \| \| \| \| \| \| \| \| \| \| \| \| \| \| \| \| \| \| \| \| \| 15. Inés de Ayala \| \| \| \| \| \| \| \| \| \| \| \| \| \| \| \| \| \| \| \| \| \| \| \| \| \| \| \| \| \| \| \| \| \| \| \| \| \| \| \| \| \| \| \| \| \| \| \| \| \| \| \| \| \| 31. Juana Meléndez de Orozco \| \| \| \| \| \| \| \| \| \| \| \| \| \| \| \| \| \| \| \| \| \| \| \| \| \| \| \| \| \| \| \| \| \| \| \| \| \| \| \| \| \| \| \| \| \| \| \| \| \| \| \| |                                                      |  |  |  |  |  |  |  |  |  |  |  |  |  |  |  |
| |                                                      |  |  |  |  |  |  |  |  |  |  |  |  |  |  |  |
| | 16. Enrique II de Castilla                           |  |  |  |  |  |  |  |  |  |  |  |  |  |  |  |
| |                                                      |  |  |  |  |  |  |  |  |  |  |  |  |  |  |  |
| |                                                      |  |  |  |  |  |  |  |  |  |  |  |  |  |  |  |
| | 8. Juan I de Castilla                                |  |  |  |  |  |  |  |  |  |  |  |  |  |  |  |
| |                                                      |  |  |  |  |  |  |  |  |  |  |  |  |  |  |  |
| |                                                      |  |  |  |  |  |  |  |  |  |  |  |  |  |  |  |
| | 17. Juana Manuel de Villena                          |  |  |  |  |  |  |  |  |  |  |  |  |  |  |  |
| |                                                      |  |  |  |  |  |  |  |  |  |  |  |  |  |  |  |
| |                                                      |  |  |  |  |  |  |  |  |  |  |  |  |  |  |  |
| | 4. Fernando I de Aragón                              |  |  |  |  |  |  |  |  |  |  |  |  |  |  |  |
| |                                                      |  |  |  |  |  |  |  |  |  |  |  |  |  |  |  |
| |                                                      |  |  |  |  |  |  |  |  |  |  |  |  |  |  |  |
| | 18. Pedro IV de Aragón                               |  |  |  |  |  |  |  |  |  |  |  |  |  |  |  |
| |                                                      |  |  |  |  |  |  |  |  |  |  |  |  |  |  |  |
| |                                                      |  |  |  |  |  |  |  |  |  |  |  |  |  |  |  |
| | 9. Leonor de Aragón                                  |  |  |  |  |  |  |  |  |  |  |  |  |  |  |  |
| |                                                      |  |  |  |  |  |  |  |  |  |  |  |  |  |  |  |
| |                                                      |  |  |  |  |  |  |  |  |  |  |  |  |  |  |  |
| | 19. Leonor de Sicilia                                |  |  |  |  |  |  |  |  |  |  |  |  |  |  |  |
| |                                                      |  |  |  |  |  |  |  |  |  |  |  |  |  |  |  |
| |                                                      |  |  |  |  |  |  |  |  |  |  |  |  |  |  |  |
| | 2. Juan II de Aragón                                 |  |  |  |  |  |  |  |  |  |  |  |  |  |  |  |
| |                                                      |  |  |  |  |  |  |  |  |  |  |  |  |  |  |  |
| |                                                      |  |  |  |  |  |  |  |  |  |  |  |  |  |  |  |
| | 20. Alfonso XI de Castilla                           |  |  |  |  |  |  |  |  |  |  |  |  |  |  |  |
| |                                                      |  |  |  |  |  |  |  |  |  |  |  |  |  |  |  |
| |                                                      |  |  |  |  |  |  |  |  |  |  |  |  |  |  |  |
| | 10. Sancho de Castilla                               |  |  |  |  |  |  |  |  |  |  |  |  |  |  |  |
| |                                                      |  |  |  |  |  |  |  |  |  |  |  |  |  |  |  |
| |                                                      |  |  |  |  |  |  |  |  |  |  |  |  |  |  |  |
| | 21. Leonor de Guzmán                                 |  |  |  |  |  |  |  |  |  |  |  |  |  |  |  |
| |                                                      |  |  |  |  |  |  |  |  |  |  |  |  |  |  |  |
| |                                                      |  |  |  |  |  |  |  |  |  |  |  |  |  |  |  |
| | 5. Leonor de Alburquerque                            |  |  |  |  |  |  |  |  |  |  |  |  |  |  |  |
| |                                                      |  |  |  |  |  |  |  |  |  |  |  |  |  |  |  |
| |                                                      |  |  |  |  |  |  |  |  |  |  |  |  |  |  |  |
| | 22. Pedro I de Portugal                              |  |  |  |  |  |  |  |  |  |  |  |  |  |  |  |
| |                                                      |  |  |  |  |  |  |  |  |  |  |  |  |  |  |  |
| |                                                      |  |  |  |  |  |  |  |  |  |  |  |  |  |  |  |
| | 11. Beatriz de Portugal                              |  |  |  |  |  |  |  |  |  |  |  |  |  |  |  |
| |                                                      |  |  |  |  |  |  |  |  |  |  |  |  |  |  |  |
| |                                                      |  |  |  |  |  |  |  |  |  |  |  |  |  |  |  |
| | 23. Inés de Castro                                   |  |  |  |  |  |  |  |  |  |  |  |  |  |  |  |
| |                                                      |  |  |  |  |  |  |  |  |  |  |  |  |  |  |  |
| |                                                      |  |  |  |  |  |  |  |  |  |  |  |  |  |  |  |
| | 1. Fernando II de Aragón                             |  |  |  |  |  |  |  |  |  |  |  |  |  |  |  |
| |                                                      |  |  |  |  |  |  |  |  |  |  |  |  |  |  |  |
| |                                                      |  |  |  |  |  |  |  |  |  |  |  |  |  |  |  |
| | 24. Fadrique Alfonso de Castilla                     |  |  |  |  |  |  |  |  |  |  |  |  |  |  |  |
| |                                                      |  |  |  |  |  |  |  |  |  |  |  |  |  |  |  |
| |                                                      |  |  |  |  |  |  |  |  |  |  |  |  |  |  |  |
| | 12. Alfonso Enríquez de Castilla                     |  |  |  |  |  |  |  |  |  |  |  |  |  |  |  |
| |                                                      |  |  |  |  |  |  |  |  |  |  |  |  |  |  |  |
| |                                                      |  |  |  |  |  |  |  |  |  |  |  |  |  |  |  |
| | 25. Paloma (supuesto, su nombre real es desconocido) |  |  |  |  |  |  |  |  |  |  |  |  |  |  |  |
| |                                                      |  |  |  |  |  |  |  |  |  |  |  |  |  |  |  |
| |                                                      |  |  |  |  |  |  |  |  |  |  |  |  |  |  |  |
| | 6. Fadrique Enríquez                                 |  |  |  |  |  |  |  |  |  |  |  |  |  |  |  |
| |                                                      |  |  |  |  |  |  |  |  |  |  |  |  |  |  |  |
| |                                                      |  |  |  |  |  |  |  |  |  |  |  |  |  |  |  |
| | 26. Pedro González de Mendoza                        |  |  |  |  |  |  |  |  |  |  |  |  |  |  |  |
| |                                                      |  |  |  |  |  |  |  |  |  |  |  |  |  |  |  |
| |                                                      |  |  |  |  |  |  |  |  |  |  |  |  |  |  |  |
| | 13. Juana de Mendoza                                 |  |  |  |  |  |  |  |  |  |  |  |  |  |  |  |
| |                                                      |  |  |  |  |  |  |  |  |  |  |  |  |  |  |  |
| |                                                      |  |  |  |  |  |  |  |  |  |  |  |  |  |  |  |
| | 27. Aldonza Fernández de Ayala                       |  |  |  |  |  |  |  |  |  |  |  |  |  |  |  |
| |                                                      |  |  |  |  |  |  |  |  |  |  |  |  |  |  |  |
| |                                                      |  |  |  |  |  |  |  |  |  |  |  |  |  |  |  |
| | 3. Juana Enríquez                                    |  |  |  |  |  |  |  |  |  |  |  |  |  |  |  |
| |                                                      |  |  |  |  |  |  |  |  |  |  |  |  |  |  |  |
| |                                                      |  |  |  |  |  |  |  |  |  |  |  |  |  |  |  |
| | 28. Gonzalo Fernández de Córdoba y Biedma            |  |  |  |  |  |  |  |  |  |  |  |  |  |  |  |
| |                                                      |  |  |  |  |  |  |  |  |  |  |  |  |  |  |  |
| |                                                      |  |  |  |  |  |  |  |  |  |  |  |  |  |  |  |
| | 14. Diego Fernández de Córdoba                       |  |  |  |  |  |  |  |  |  |  |  |  |  |  |  |
| |                                                      |  |  |  |  |  |  |  |  |  |  |  |  |  |  |  |
| |                                                      |  |  |  |  |  |  |  |  |  |  |  |  |  |  |  |
| | 29. María García Carrillo                            |  |  |  |  |  |  |  |  |  |  |  |  |  |  |  |
| |                                                      |  |  |  |  |  |  |  |  |  |  |  |  |  |  |  |
| |                                                      |  |  |  |  |  |  |  |  |  |  |  |  |  |  |  |
| | 7. Marina Fernández de Córdoba                       |  |  |  |  |  |  |  |  |  |  |  |  |  |  |  |
| |                                                      |  |  |  |  |  |  |  |  |  |  |  |  |  |  |  |
| |                                                      |  |  |  |  |  |  |  |  |  |  |  |  |  |  |  |
| | 30. Pedro Suárez de Toledo                           |  |  |  |  |  |  |  |  |  |  |  |  |  |  |  |
| |                                                      |  |  |  |  |  |  |  |  |  |  |  |  |  |  |  |
| |                                                      |  |  |  |  |  |  |  |  |  |  |  |  |  |  |  |
| | 15. Inés de Ayala                                    |  |  |  |  |  |  |  |  |  |  |  |  |  |  |  |
| |                                                      |  |  |  |  |  |  |  |  |  |  |  |  |  |  |  |
| |                                                      |  |  |  |  |  |  |  |  |  |  |  |  |  |  |  |
| | 31. Juana Meléndez de Orozco                         |  |  |  |  |  |  |  |  |  |  |  |  |  |  |  |
| |                                                      |  |  |  |  |  |  |  |  |  |  |  |  |  |  |  |
| |                                                      |  |  |  |  |  |  |  |  |  |  |  |  |  |  |  |

## Títulos y cargos
| Predecesor: Carlos de Viana                                                                                | Príncipe de Gerona 1461-1479                                                                                | Sucesor: Juan de Aragón y Castilla                                                                           |
| Predecesor: Juan II                                                                                        | Rey de Sicilia 1468-1516                                                                                    | Sucesores: Juana I y Carlos II de Sicilia                                                                    |
| Predecesora: Isabel I                                                                                      | Rey de Castilla (Corona Castellae) (consorte iure uxoris de su esposa Isabel I de Castilla) 1475-1504       | Sucesora: Juana I                                                                                            |
| Predecesores: Alonso de Cárdenas (en el Reino de León) Rodrigo Manrique (en el Reino de Castilla)          | Administrador de la Orden de Santiago 1.er. periodo 1476-1477 2.º. periodo 1493-1516                        | Sucesor: Alonso de Cárdenas 1477-1493 (en ambos reinos) Carlos I (en 1523 la Orden se incorpora a la Corona) |
| Predecesor: Juan II                                                                                        | Rey de Aragón, Conde de Barcelona, Rey de Valencia, Rey de Mallorca y Rey de Cerdeña 1479-1516              | Sucesores: Juana I y Carlos I de Aragón                                                                      |
| Predecesores: García López de Padilla (Maestre de la Orden)                                                | Administrador de la Orden de Calatrava 1487-1516                                                            | Sucesor: Carlos I (en 1523 la Orden se incorpora a la Corona)                                                |
| Predecesor: Mohammed XII Boabdil                                                                           | Rey de Granada (junto a su esposa Isabel, incorporándolo a la Corona) 1492-1504                             | Sucesora: Juana I de Castilla                                                                                |
| Predecesores: Juan de Zúñiga y Pimentel (Maestre de la Orden)                                              | Administrador de la Orden de Alcántara 1494-1516                                                            | Sucesor: Carlos I (en 1523 la Orden se incorpora a la Corona)                                                |
| Predecesor: Ocupación francesa (Luis XII de Francia)                                                       | Rey de Nápoles 1504-1516                                                                                    | Sucesores: Juana III y Carlos IV de Nápoles                                                                  |
| Predecesora: -No es necesaria la regencia al haber gobierno efectivo de un monarca- (Isabel I de Castilla) | Gobernador del Reino de Castilla y Regente del Reino de León 1.er. periodo 1504-1506 2.º. periodo 1507-1516 | Sucesor: Cardenal Cisneros (Presidente del Consejo de Regencia)                                              |
| Predecesores: Juan III y Catalina I                                                                        | Rey de Navarra 1512-1515                                                                                    | Sucesores: Juana III y Carlos IV de Navarra                                                                  |